# Diablo (Esteban Corazón de Ablo)
Pour les articles homonymes, voir Diablo.
Ne pas confondre avec le super-héros Diablo (Kurt Wagner).
Esteban Corazón de Ablo, alias Diablo est un super-vilain évoluant dans l'univers Marvel de la maison d'édition Marvel Comics. Créé par le scénariste Stan Lee et le dessinateur Jack Kirby, le personnage de fiction apparaît pour la première fois dans le comic book Fantastic Four (vol. 1) no 30 en septembre 1964.
Il a notamment été l'un des adversaires récurrent des Quatre Fantastiques.

## À propos de son nom
À l’origine, le véritable nom de Diablo était « Esteban Diablo ». Mais, compte-tenu de ses origines, il aurait été impossible de porter un tel nom dans l’Espagne médiévale, étant donné le rôle de la religion catholique à cette époque. Son nom fut alors changé en « Esteban Corazón del Diablo » (littéralement « Esteban Cœur-du-Diable »), ce qui n’était toutefois pas une véritable amélioration.
Ce n’est que lorsque Diablo fut utilisé par le dessinateur de Marvel Comics, l'espagnol Carlos Pacheco (en), que son nom devint « Corazón de Ablo » ; le « de » étant un signe aristocratique et « Ablo » n’ayant aucun sens particulier, mais qui peut être considéré comme une altération de « Pablo », le nom espagnol de l’apôtre Paul, ce qui marque un net progrès pour le personnage par rapport à ses débuts.

## Biographie du personnage

### Origines
Issu d'une famille riche espagnole du IXe siècle, Esteban Corazón de Ablo fut très tôt attiré par les sciences occultes. Il vendit son âme au démon Méphisto afin de ralentir le vieillissement de son métabolisme.
Des années plus tard, il partit s'installer en Transylvanie où là il fit un pacte avec les vampires. Mais il fut un jour attaquée par les villageois qui l'enfermèrent dans sa crypte.
Lors d'un voyage temporel au Xe siècle, l'équipe de super-héros Les Quatre Fantastiques arrivèrent dans la région. Diablo manipula la Chose pour qu'il le libère de sa prison. Les héros l'affrontèrent ensuite et l'enfermèrent de nouveau dans la crypte, la Chose se vengeant en faisant écrouler le château au-dessus.

### Activité à notre époque
Diablo se libéra presque 10 siècles plus tard et se rendit aux États-Unis. Là, il aida le professeur Gilbert à animer sa création, l'Homme-Dragon, qu'il manipula pour qu'il tue ses ennemis les Fantastiques. Mais la créature ne put se résoudre à attaquer Jane Richards et se retourna contre l'alchimiste ; tous deux plongèrent dans un lac gelé.
Les Quatre Fantastiques sont depuis ce temps les grands adversaires de Diablo.
Diablo refit surface bien plus tard et réactiva le monstre pour attaquer les Vengeurs, sans succès. Il fut aussi le rival du Docteur Fatalis pendant un temps, mais ne put le vaincre malgré sa courte alliance avec le démon Darkoth (en).
Il affronta aussi Iron Man et la Division Alpha ; lors du combat contre les super-héros Canadiens, il fut apparemment tué mais survécut finalement et reprit sa vengeance contre Red Richards, sabotant la base Pier 4.

## Pouvoirs et capacités
Diablo est un puissant alchimiste, capable d’utiliser tous les produits chimiques à sa disposition, ce qui lui permet d’en obtenir de nombreux effets miraculeux (croissance accélérée des plantes, invulnérabilité des matériaux, gaz paralysant, etc.). Principalement, il a acquis le savoir de transmuter les éléments par un biais inconnu de la science moderne, afin de contrôler la matière organique ou inorganique.
En complément de ses pouvoirs, Esteban Corazón de Ablo est un être extrêmement intelligent, éduqué par des savants au IXe siècle. Il est également bilingue, parlant espagnol et anglais sans difficultés.
En tant qu'alchimiste, Diablo utilise des potions, cachées dans son costume. Les effets sont divers : philtre hypnotique, poudre provoquant le sommeil, capsule fumigène, poison, gaz divers, potion capable de rendre une personne inerte en réduisant rapidement sa température corporelle, potion de guérison instantanée, potion qui accroit les effets de l’hypnose, etc. D'autres capsules génèrent du verre ou de la glace à l'impact. Il possède aussi des potions qui transforment la matière inorganique, créent des objets à partir du néant ou changent l’état d’un objet (l’eau en glace, par exemple).
En règle générale, tous les artifices de Diablo ont une durée limitée dans le temps (les seules exceptions notables sont sa potion de longévité et celle qu'il a utilisé pour donner vie à l’Homme-dragon).
- Grâce à ses potions alchimiques et son pacte avec Méphisto, Diablo est apparemment immortel ou, en tout cas, ne vieillit pas, bénéficiant d’une jeunesse éternelle[1].
- Il possède également une endurance supérieure à la moyenne humaine[1].
- Il a fait preuve de capacités hypnotiques à plusieurs reprises[1].
- Il peut également rendre la chair de son visage et de son corps souple et pliable, ce qui lui permet de modifier son apparence ; il peut alors changer temporairement sa forme en un « protoplasme dépourvu de nerfs », ce qui lui permet d'être invulnérable à certaines formes de dommages[1].
- Grâce à des rituels et ses potions, il peut aussi créer des élémentaires composés des anciens « éléments » alchimiques de l’air, de l’eau, du feu et de la terre et les contrôler[1].
- On l'a aussi déjà vu se téléporter et faire exploser la matière avec ses potions[1].

Le costume de Diablo est garni de nombreuses petites poches et sacoches qui contiennent son arsenal de capsules alchimiques. Il a même enduit ses moustaches de produits de sa fabrication et ses gants sont ornés de petites capsules alchimiques prêtes à être envoyées.